# Onthophagus andersoni
Onthophagus andersoni är en skalbaggsart som beskrevs av Henry Fuller Howden och Gill 1987. Onthophagus andersoni ingår i släktet Onthophagus och familjen bladhorningar. Inga underarter finns listade i Catalogue of Life.